# XXP
XXP war ein privater Fernsehsender aus Berlin, der hauptsächlich Reportagen und Dokumentationen ausstrahlte.

## Geschichte
Am 7. Mai 2001 startete Spiegel TV gemeinsam mit der Produktionsfirma dctp den Fernsehsender XXP – ein Programm mit Dokumentationen, Reportagen und Magazinen, wobei XX für metropolitane Größe und P für Programm stand. Der Redaktionsleiter war Thomas Ammann, der 2002 aus Hamburg nach Berlin kam. Vorher war Ammann beim Spiegel TV Magazin.
Im Januar 2006 übernahm der US-Medienkonzern Discovery Communications 98 % der Anteile. Die restlichen zwei Prozent blieben bei den ehemaligen Hauptgesellschaftern dctp und Spiegel TV. Am 1. September 2006 ging XXP in dem neuen Sender DMAX auf. Der Nachfolgesender will „besonders jüngere, gehobene männliche Zielgruppen“ ansprechen. Der Sender bezeichnet sich selbst als „Factual-Entertainment Kanal für Männer“. Unter anderem wird die auf RTL II und auch vorher auf XXP gesendete Reihe American Chopper ausgestrahlt.

## Programm
Das Programm bestand vorwiegend aus Reportagen, Dokumentationen, Hintergrundsendungen, Magazinen, Diskussionen und Interviews. Außerdem wurden eine tägliche Nachrichtensendung, seltener auch Spielfilme gesendet. Der Fernsehsender warb mit dem Slogan Abenteuer Wirklichkeit.
Die Sendungen und Filme kamen vom Spiegel TV, dctp, BBC, Süddeutsche Zeitung, Neue Zürcher Zeitung, Filmverlag der Autoren und anderen Programmlieferanten und seit der Übernahme durch Discovery auch vom Discovery Channel.
Auch Sport hatte seinen Programmplatz auf XXP: Im Rahmen der „XXP Pferdezeit“ wurden an den Wochenendabenden sowohl Reportagen rund um das Pferd als auch Aufzeichnungen großer Reitturniere (zum Beispiel dem FEI-Weltcup Springreiten) ausgestrahlt. Experten waren hierbei Achaz von Buchwaldt und Heike Kemmer. Das Format wurde nach dem Ende von XXP auf Spiegel TV Digital fortgeführt.
Am 1. Februar 2006 wurde die tägliche Sendedauer über analoges Satellitenfernsehen von vier Stunden auf die bereits seit Beginn digital ausgestrahlten 24 Stunden erhöht.
Jeder Tag stand unter einem anderen Schwerpunkt-Thema:
- Montag: Gegenwart
- Dienstag: Vergangenheit
- Mittwoch: Zukunft
- Donnerstag: Lebensart
- Freitag: Kontinente
- Samstag: Gesellschaft
- Sonntag: Kultur

## Empfang
XXP wurde über Kabel, Satellit in weiten Teilen Deutschlands verbreitet. Über MonA TV war der Sender auch über DVB-T empfangbar. Somit konnten mehr als 70 Prozent der Fernsehhaushalte das Angebot empfangen. Es wurde zuletzt ganztägig über ASTRA analog und digital ausgestrahlt. Analog war das Programm anfangs nur von 19:55 Uhr bis Mitternacht zu empfangen. Digital wurde XXP zum Sendestart lediglich über Hotbird ausgestrahlt.